# 火绒博锐
火绒博锐，全称火绒博锐（北京）科技有限公司，是中国大陆一家专注于安全领域的互联网公司，由瑞星前CTO刘刚创立于2011年9月。

## 公司历史
- 2011年9月，火绒正式成立。
- 2012年12月，火绒发布针对PC个人市场的主打产品“火绒互联网安全软件1.0版”，后改名为“火绒安全软件”。
- 2012年8月，火绒发布第一款产品，专供安全专业人士使用的“火绒剑-互联网安全分析工具”。
- 2018年3月，因未知原因宣称“全面关停流量业务”
- 2021年6月，发布其首个MAC终端产品
- 2024年9月，获得中国大陆“天网杯”网络安全大赛奖项

## 核心成员
火绒创始人均来自前瑞星研发部门高级管理团队，包括前瑞星CTO刘刚、前瑞星研发部的“主机安全研究分部”经理毛钧、前瑞星研发部的“安全软件内核研究与开发”团队负责人周军、前瑞星研发部的“病毒分析处理”团队负责人李建业。

## 旗下产品
- 火绒安全软件：免费为个人用户提供。
- 火绒终端安全管理系统：收费项目，为企业定制。